# Palasca
Palasca est une commune française située dans la circonscription départementale de la Haute-Corse et le territoire de la collectivité de Corse. Elle appartient à l'ancienne piève d'Ostriconi.

## Géographie

### Localisation
Palasca est avec Novella l'une des deux communes issues de la piève d'Ostriconi, située immédiatement à l'est de la Balagne, au nord du parc naturel régional de Corse et en limite de celui-ci.

### Géologie et relief

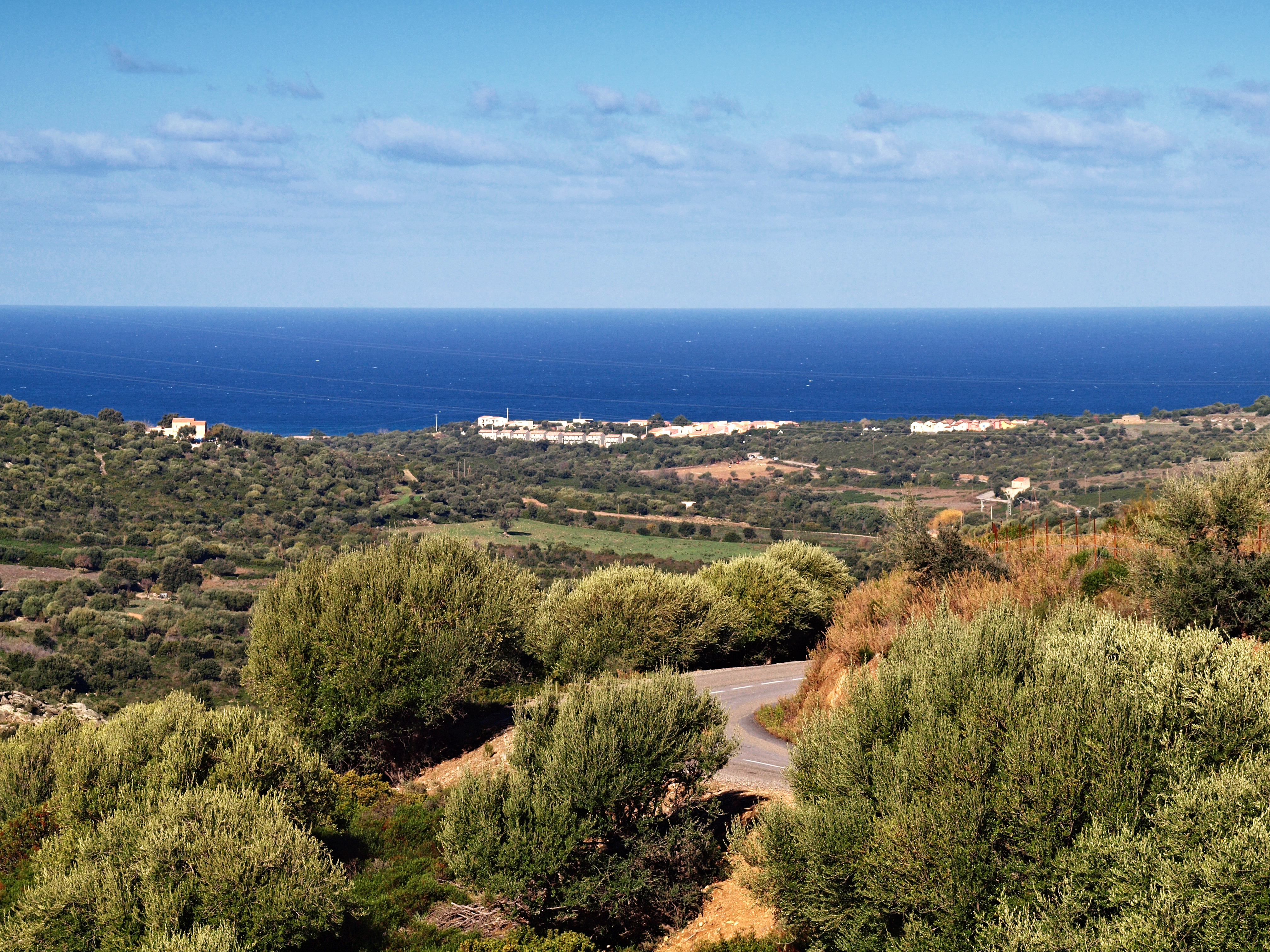
Vue du littoral.

Palasca occupe le nord de la dépression centrale de l'île, que les géologues définissent en « un sillon étroit au relief adouci dont les sommets les plus élevés ne dépassent pas les 700 m d'altitude, constitué pour l'essentiel de terrains sédimentaires secondaires et tertiaires. Cette dépression coupe l'île du nord-ouest au sud-est, depuis l'Ostriconi jusqu'à Solenzara ».
Son territoire est enserré entre ceux de Novella à l'est et de Belgodère à l'ouest. Il s'étale du sud, depuis un chaînon de moyennes montagnes ne dépassant pas les 800 mètres qui le sépare de la commune d'Olmi-Cappella, en direction du nord jusqu'à la mer Méditerranée. Ce chaînon est accroché à l'importante chaîne qui sépare la Balagne du Giussani, depuis le lieu-dit San Antonio où se trouvent sur la commune limitrophe de Belgodère les ruines d'un ancien oratoire proche d'une borne à 813 m d'altitude. Sa ligne de crête passe par la chapelle de l'Annunciata (347 m), le Capo Niello (436 m), le Monte Negro (300 m), Bocca di Cento Chiave (250 m), la Punta d'Arco (320 m) et ses dolmens ruinés, pour atteindre la mer au nord-est de la plage de Losari.
Le chaînon partage la commune en deux zones collinaires :
- la partie orientale, arrosée par la rivière Ostriconi, comporte des terrains alluviaux le long de son cours. À son embouchure, l'Ostriconi a créé une zone humide comportant l'étang de Cannuta et l'étang de Foce proche de la mer ;
- la partie occidentale où les collines déclinent plus rapidement, comporte plus des terrains plats autour du ruisseau de Lozari ou ruisseau d'Erbaiola[2], affluent du Fiume di Regino. S'y trouvait le village de Spelonche bâti au sommet d'une colline, à 194 m d'altitude, et ruiné depuis fort longtemps.

Au nord, au-delà du fiume Ostriconi, la commune possède la partie occidentale des Agriates avec le site remarquable de l'Ostriconi.
Le point le plus haut de la commune se situe au sud de la commune, à un sommet de 794 mètres dominant Bocca di u Prunu, col franchi par la route D963.
La commune possède deux parties « plaine » :
- en plaine du Regino, elle est arrosée par de petits cours d'eau : le ruisseau de Casa Zoppa et le ruisseau de Nero se perdant dans le sable de Lozari avant d'atteindre la mer, et le ruisseau de Figarella ;
- en plaine de l'Ostriconi, elle est arrosée par l'Ostriconi qui a son embouchure au Sud d'une remarquable plage de sable blanc mais aussi par son affluent, le ruisseau de Vadellare, émissaire de l'étang de Cannuta au travers duquel coule le ruisseau de Grotelle.

Façade maritime
Palasca possède une façade maritime d'environ 10 km de côtes :
- au nord de l'embouchure de l'Ostriconi, la partie occidentale du désert des Agriates, site classé, de l'embouchure jusqu'à la Punta di l'Acciolu, incluant du sud au nord l'anse de Peraiola, l'anse de Vana, l'anse de Pinzuta et l'anse d'Arbu. Ce territoire recèle encore plusieurs bergeries et, au nord de la plage de l'Ostriconi, les ruines de magazini, constructions qui autrefois servaient à stocker les produits de récoltes et autres destinées à l'exportation.

Sa plage de sable blanc et fin est l'une des plus remarquables de l'île. Les forts vents d'ouest dominants balayent ce sable jusque sous les flancs de Punta Liatoggiu (222 mètres).
- à l'ouest de l'embouchure, une côte déchiquetée jusqu'à la grande plage de sable de Lozari (la deuxième de Balagne en dimensions après celle de Calvi) que Palasca partage avec Belgodère, leurs limites étant marquées par le ruisseau de Casa Zoppa[3] qui divise territorialement l'ancien V.V.F. de Lozari aujourd'hui sous le nom  « Club vacances Belgodère - Club Belambra ».

Ce secteur comporte une zone protégée propriété du Conservatoire du littoral d'environ 2,3 km de côtes, autour du lieu-dit « Funtana di Licciola », délimitée à l'ouest par le ravin de Valla Mozza et par un point à environ 550 m à l'est de la Punta d'Arco (320 m).

### Hydrographie

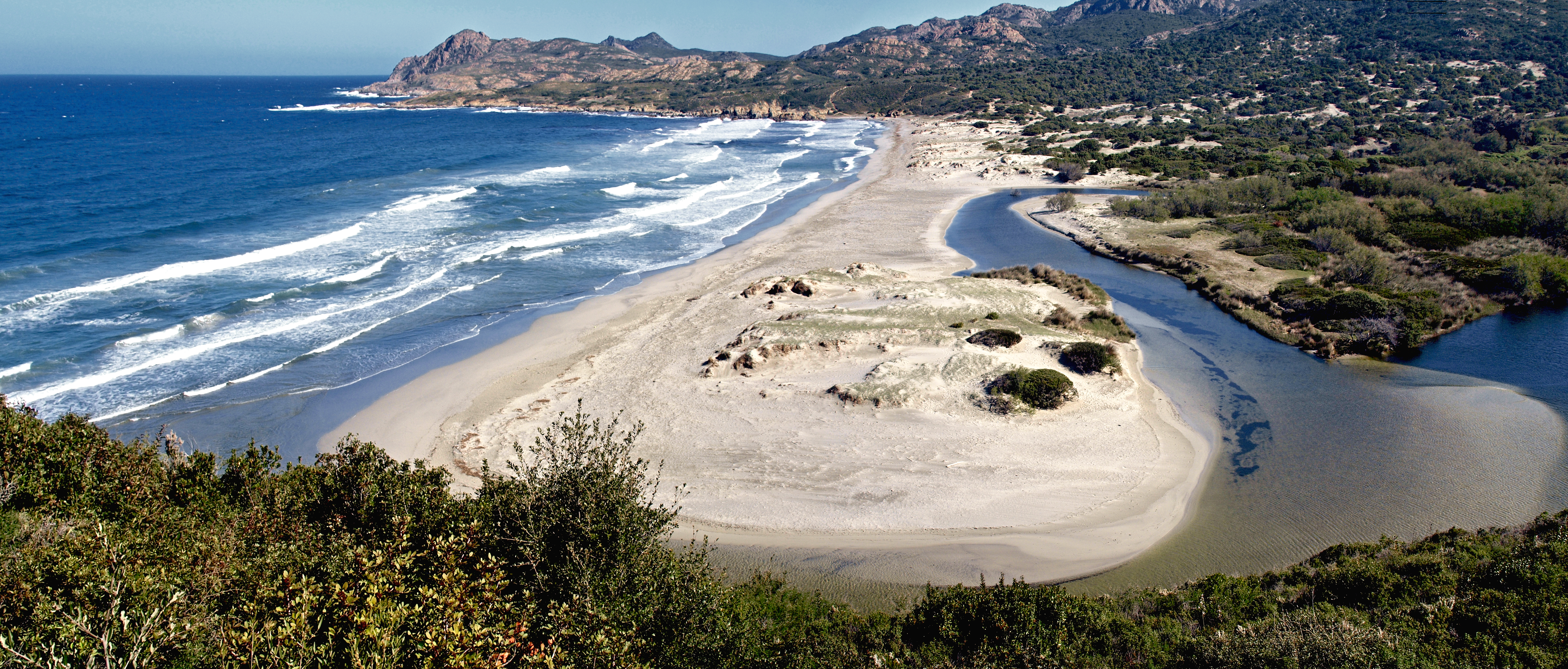
Embouchure de l'Ostriconi (avril 2010).

Compte tenu de la morphologie du terrain fait de nombreuses collines, le réseau hydrographique est dense. Citons les deux principaux cours d'eau :
- l'Ostriconi, petit fleuve côtier, est le plus important. Traversant Palasca pour se jeter à la mer au sud de la remarquable plage de l'Ostriconi, il est alimenté par plusieurs cours d'eau naissant sur la commune ; -RG : ruisseau de Travonato, ruisseau de Gualatrone (qui arrose le village de Palasca) qui prend en aval le nom de Noci, ruisseau de Malprunica, ruisseau de Campolelli et ruisseau de Guagno, -RD : ruisseau de Campotile prenant les noms successifs de Grotelle et de Vadellare, qui traverse l'étang de Cannuta puis celui de Foce.
- le ruisseau de Lozari ou ruisseau d'Erbaiola[2], affluent du Fiume di Regino. Il prend sa source au nord du Petrone. Son principal affluent est le ruisseau de Valle Cave[4], lui-même alimenté par les ruisseau de Truita[5], ruisseau de Valle Lunghe[6], et ruisseau de Morta[7].

### Climat et végétation
Le climat est dans l'ensemble doux et tempéré par l'action de la mer Méditerranée. L'ensoleillement est important et la pluviométrie en général, relativement élevée en automne et entre les mois de février et mars. Les précipitations sont parfois importantes selon les secteurs. Durant les mois d'été, la sécheresse est forte, brunissant rapidement les cistes du maquis. Il gèle rarement sur le littoral.
La végétation se répartit différemment selon les étages. Au plus haut, c'est-à-dire sur les flancs de montagnes, il n'y a pas de forêt mais un haut et dense maquis composé essentiellement de bruyères, d'arbousiers et de chênes verts. Sous le village, le paysage se présente comme un ensemble de collines arrondies dont les sommets dépassent rarement les 400 mètres, couvertes d'un tapis végétal de maquis méditerranéen classique (cystes, lentisques, arbousiers, genêts, filaires à feuilles étroites (Phillyrea angustifolia), myrte clairsemé d'où émergent de petits chênes verts et des oliviers nains, sauvages.

### Voies de communication et transports

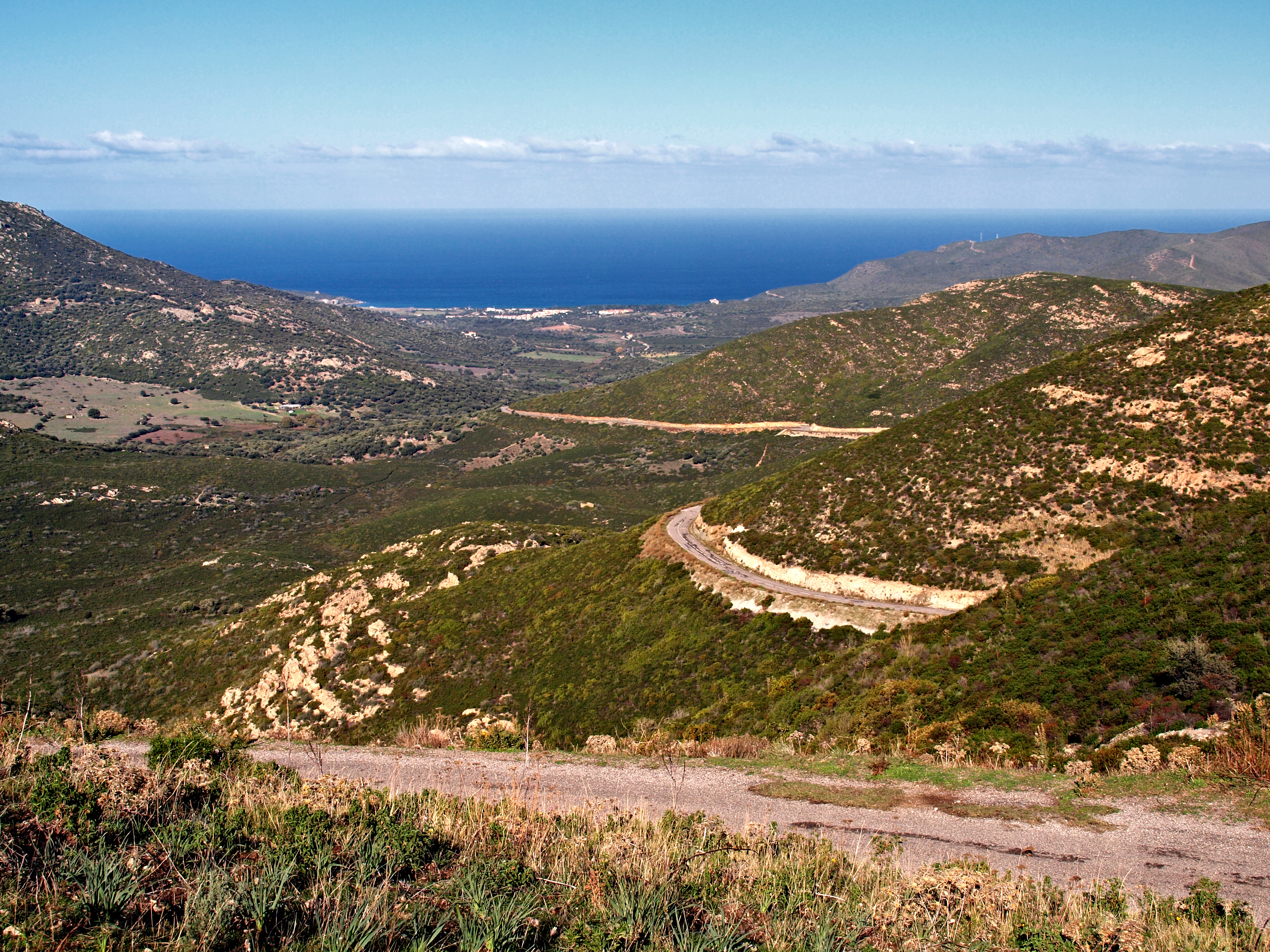
La route D 363 reliant le village à Lozari.

#### Accès routiers
La commune est traversée au Nord par la RN 197, portion dite « Balanina ». Celle-ci a détourné l'important trafic routier qui passait auparavant par l'ancienne RN 197 renommée RN 2197 en franchissant le col de San Colombano (692 mètres).
La RN 2197 qui dessert le village, traverse la commune entre le col de Caselle (407 mètres) et le col de San Colombano.
Le village est aussi desservi par la D 363 qui relie la RN 2197 entre Belgodère et Palasca, à la RN 197 à Lozari.
La D 163 est une bretelle partant de la D 363 au nord du village pour se rendre à la gare de Palasca. Elle s'y termine en cul-de-sac.

#### Transports
Avec pas moins de cinq tunnels, la voie des Chemins de fer de Corse Ligne Ponte-Leccia - Calvi traverse la commune. La gare de Palasca seul point d'arrêt sur la commune est située à 285 mètres d'altitude, au Nord-est du village.
Quoique possédant une façade maritime, Palasca ne possède pas de port. Le port le plus proche est celui de L'Île-Rousse
L'aéroport le plus proche est celui de Calvi-Sainte-Catherine.

## Toponymie
Dans un texte de 1447 le village est déjà nommé Palasca. On y remarque notamment le suffixe ligure -asca qui rappelle que ce peuple fut présent dans l'île au carrefour de la Proto-Histoire et de l'Antiquité.

## Urbanisme

### Typologie
Au 1er janvier 2024, Palasca est catégorisée commune rurale à habitat dispersé, selon la nouvelle grille communale de densité à sept niveaux définie par l'Insee en 2022.
Elle est située hors unité urbaine. Par ailleurs la commune fait partie de l'aire d'attraction de L'Île-Rousse, dont elle est une commune de la couronne,. Cette aire, qui regroupe 12 communes, est catégorisée dans les aires de moins de 50 000 habitants,.
La commune, bordée par la mer Méditerranée, est également une commune littorale au sens de la loi du 3 janvier 1986, dite loi littoral. Des dispositions spécifiques d’urbanisme s’y appliquent dès lors afin de préserver les espaces naturels, les sites, les paysages et l’équilibre écologique du littoral, tel le principe d'inconstructibilité, en dehors des espaces urbanisés, sur la bande littorale des 100 mètres, ou plus si le plan local d’urbanisme le prévoit.

### Occupation des sols
L'occupation des sols de la commune, telle qu'elle ressort de la base de données européenne d’occupation biophysique des sols Corine Land Cover (CLC), est marquée par l'importance des forêts et milieux semi-naturels (89,7 % en 2018), néanmoins en diminution par rapport à 1990 (92 %). La répartition détaillée en 2018 est la suivante : 
milieux à végétation arbustive et/ou herbacée (78,2 %), espaces ouverts, sans ou avec peu de végétation (11,5 %), zones agricoles hétérogènes (4,6 %), prairies (4,4 %), terres arables (0,7 %), espaces verts artificialisés, non agricoles (0,6 %), eaux maritimes (0,1 %). L'évolution de l’occupation des sols de la commune et de ses infrastructures peut être observée sur les différentes représentations cartographiques du territoire : la carte de Cassini (XVIIIe siècle), la carte d'état-major (1820-1866) et les cartes ou photos aériennes de l'IGN pour la période actuelle (1950 à aujourd'hui).

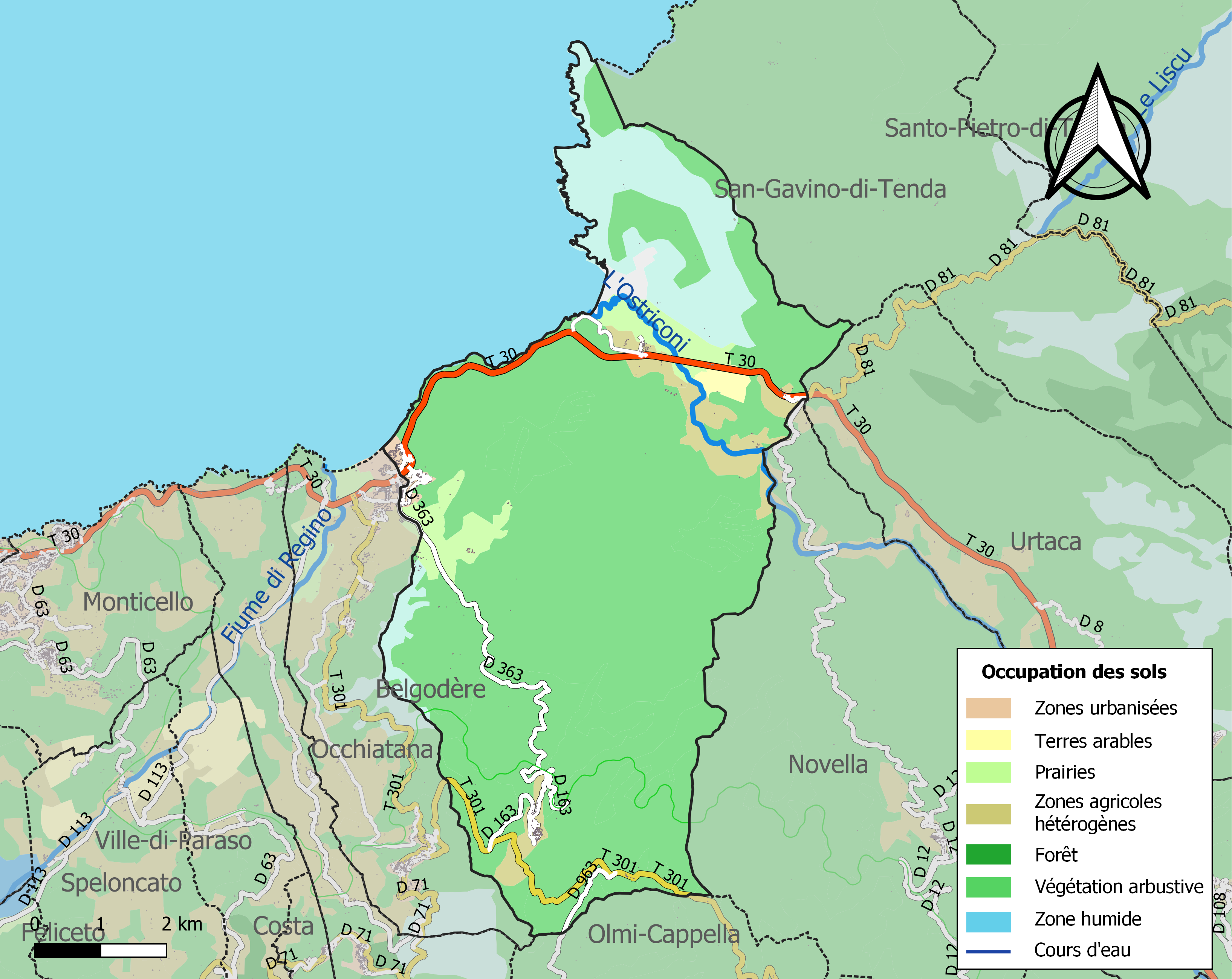
Carte des infrastructures et de l'occupation des sols de la commune en 2018 (CLC).

## Histoire

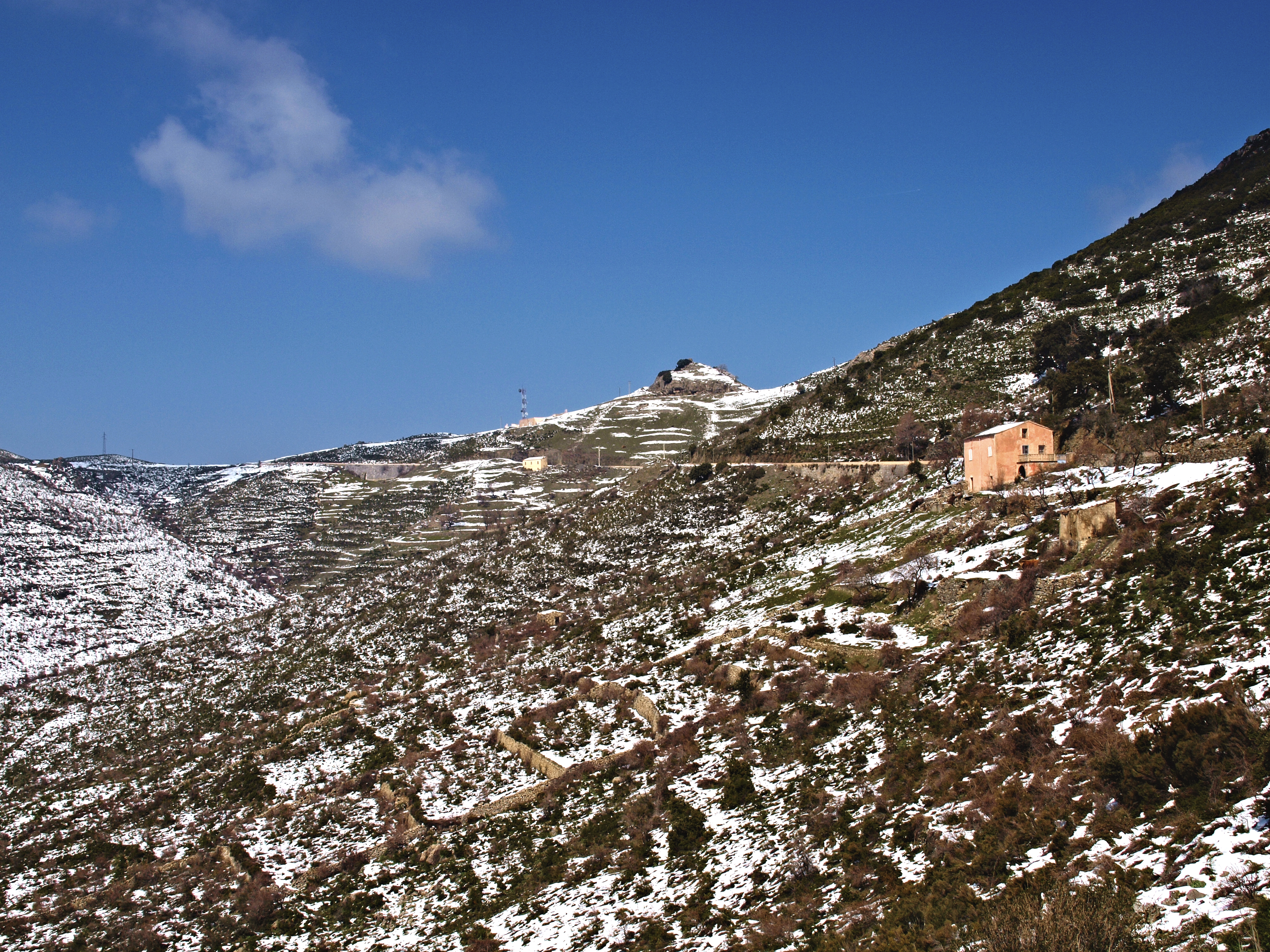
Col de San Colombano.

### Moyen Âge
Au XIe siècle, la pieve d'Ostricone appartenait aux marquis de Massa di Corsica, descendants des comtes Bonifacio et Adalbert (son fils) qui avaient été chargés de la défense de la Corse respectivement en 825 et en 845. Marquis en Italie, ils conservèrent cette fonction. Ils étaient défenseurs de la Corse comme l'empereur était défenseur de Rome.
À l'époque, leur part s'étendait sur tout l'« En-Deçà-des-Monts ». Les marquis de Massa sont les descendants directs du marquis Alberto qui, au XIe siècle, aurait chassé les Sarrasins de Rome et contribué à la défense de la Corse.

Bien que leur château de San-Colombano ait été incendié par le peuple, les révolutions populaires du XIVe siècle ne ruinèrent pas leurs privilèges féodaux. Ils firent des donations aux églises, ne conservant que le château de San-Colombano réparé ou reconstruit. L'implacable populaire Gottifredo da Zoagli qui vouait sa haine pour la noblesse, semble n'avoir pas été étranger à l'incendie et au pillage du château de San-Colombano par les populaires.
Au XVIe siècle Palasca s'écrivait Palasia. Vers 1520, Artacha, Lama, Novella, Cruscani, Pochina, Palasia, Spelonche étaient les lieux habités de la pieve d'Ostricone. Spelonche est un village depuis longtemps ruiné de Palasca. On peut en voir les ruines sur une hauteur (194 m) sur la rive gauche du ruisseau de Lozari, en empruntant la route D363.

### Temps modernes
Au XVIIIe siècle Palasca qui était dans la pieve d'Ostricone (devenue pieve de Canale sous administration militaire française en 1768, deviendra avec la Révolution française en 1789, le canton de Lama), passe dans la piève de Paraso.

#### Palasca dans la grande révolte des Corses contre Gênes 1729- 1769
- 1731 août - Le marquis Camillo Doria arrive en Corse en qualité de commissaire muni des pleins pouvoirs militaires accordées par la république de Gênes. Dans sa chronologie des faits, A-D Monti écrit en 1979 : « 10 août. Débarquement des troupes. Doria publie un édit du doge et des assemblées, daté du 4 août, qui accorde le pardon général aux Corses en rébellion, à condition qu'ils rejoignent leurs foyers, qu'ils remettent les armes avant 15 jours et qu'ils restituent le fort de San Fiurenzu et la tour de Mortella. Sont exclus du pardon :
  - 1. Andria Ceccaldi, Luigi Giafferi, Ghjanfrancescu Lusinchi, Carlu Francescu Alessandrini, de Canari, Pier'Simone Ginestra, Ghjuvan Tumasgiu Giuliani, de Muru, et Simone Fabiani, de Santa-Reparata-di-Balagna ; il est offert une prime de 2 000 écus d'argent pour le meurtre de l'un d'eux, ou 2 500 pour sa capture.
  - 2. Les communautés suivantes : Olmeta-di-Tuda et Oletta, Loretu et U Viscuvatu, Talasani, A Porta et Ficaghja, Carchetu et Pedicroce, Castinetu et Merusaglia, Nuceta, Ruspigliani et I Gatti di Vivariu, Bustanicu, Corscia et Calacuccia, Palasca et Spiluncatu, Muru, Santa Riparata di Balagna, Zicavu, Bastelica, Centuri et Mursiglia »[17].
- 1737 : le roi de France intervient en Corse où Théodore Ier a été proclamé roi de Corse à l'issue d'une consulte le 13 avril 1736.
- 1739, le 6 janvier. « 23 bâtiments, escortés par une frégate, chargés de quatre bataillons, quittent Golfe-Juan pour la Corse. Le lendemain le convoi est dispersé par la tempête.

Le 8 janvier, prises à nouveau dans la tempête, les six compagnies du régiment de Cambraisis font naufrage à Punta di a Civula, à 11 h du soir. Les occupants de deux tartanes sont faits prisonniers à l'embouchure de l'Ostriconi. Le colonel de Villemur, commandant pour la Balagna, obtiendra leur libération. Les rescapés de quatre bâtiments débarqueront à San Fiurenzu ».
- 1768 15 mai. Par le traité de Versailles signé par Choiseul et Sorba, la République cède provisoirement à la France, ses droits sur la Corse, se réservant d'en réclamer la restitution le jour où elle sera en mesure de solder les dépenses occasionnées par l'expédition française.
- 1769, le 1er mai. « Les deux armées sont face à face. De Vaux a installé le gros de ses troupes, soit 20 bataillons plus la cavalerie, dans la plaine d'Oletta ; 90 " volontaires " conduits par le chevalier de Viomesnil sont disposés en avant ; à gauche, Marbeuf avec 3 000 hommes et la cavalerie de la légion Soubise s'est porté jusqu'au Bevincu ; à droite, 2 000 hommes commandés par M. d'Arcambal occupent la région comprise entre Oletta et San Fiurenzu. De son côté, Paoli a établi son Q.G. à Muratu et a fait occuper par ses milices les hauteurs de Tenda qui contrôlent les vallées de l'Alisu, l'Ostriconi et le Golu.
- 1769, 7 mai. Nouvelle marche en avant des Français : M. De Vaux occupe Lentu et M. d'Ogny le col de San Ghjacumu qui domine Petralba et la vallée de l'Ostriconi, c'est-à-dire la communication avec la Balagna ; sur les arrières, d'Arcambal, de Viomesnil et M. d'Ampus occupent Soriu, San Gavinu et Santu Petru, tandis que de Boufflers continue à fortifier le camp de Santu Niculaiu. Les Corses tentent de reprendre la Bocca San Ghjacumu mais sont repoussés »[17].
- 1769, 9 mai, lors de la bataille de Ponte Novu, les troupes corses menées par le général Pascal Paoli sont vaincues par l'armée envoyée par Louis XV.

#### Palasca sous administration française
Palasca se trouve dans la pieve de Paraso.
- 1789 - La Corse appartient au royaume de France. Survient la Révolution française qui supprime les juridictions royales. La Constituante divise la France en 83 départements.
- 1790 - Le département de Corse est créé avec Bastia pour préfecture.
- 1791 - Corte est le chef-lieu du département et le siège de l’évêché fixé à Ajaccio.
- 1793 - An II. la Convention divise l'île en deux départements : El Golo (l'actuelle Haute-Corse) et Liamone (l'actuelle Corse-du-Sud) sont créés. La commune qui porte le nom de Palasca, passe dans le canton de Paraso, dans le district de Calvi et dans le département d'El Golo.
- 1801 - Sous le Consulat[Note 2], au Bulletin des Lois, la commune de Palasca est dans le canton de Paraso, arrondissement de Calvi, et le département du Liamone.
- 1811 - Les départements d'El Golo et du Liamone sont fusionnés pour former le département d'El Golo.
- 1828 - Le canton de Paraso devient le canton de Belgodère.

### Époque contemporaine
- 1926 - Palasca intègre l'arrondissement de Bastia.
- 1943 - Palasca retourne dans l'arrondissement de Calvi.
- 1954 - Palasca se trouve dans le canton de Belgodère, composé avec les communes de Belgodère, Costa, Novella, Occhiatana, Palasca et Ville-di-Paraso.
- 1975 - Le département de Corse est scindé en deux. Palasca se retrouve dans celui de la Haute-Corse[18].

## Politique et administration

### Liste des maires
| Période                                  | Période                   | Identité            | Étiquette | Qualité         |
| ---------------------------------------- | ------------------------- | ------------------- | --------- | --------------- |
| maire en 1911                            | ?                         | Roland Monti-Rossi  |           |                 |
| Maire en 1977                            | 2001 Alexandre Vincenzini |                     |           | Instituteur     |
| mars 2001                                | En cours                  | Jean-Louis De Marco | DVG       | Cadre supérieur |
| Les données manquantes sont à compléter. |                           |                     |           |                 |

## Population et société

### Démographie
L'évolution du nombre d'habitants est connue à travers les recensements de la population effectués dans la commune depuis 1800. Pour les communes de moins de 10 000 habitants, une enquête de recensement portant sur toute la population est réalisée tous les cinq ans, les populations de référence des années intermédiaires étant quant à elles estimées par interpolation ou extrapolation. Pour la commune, le premier recensement exhaustif entrant dans le cadre du nouveau dispositif a été réalisé en 2004.

En 2022, la commune comptait 190 habitants, en évolution de +16,56 % par rapport à 2016 (Haute-Corse : +5,15 %, France hors Mayotte : +2,11 %).
| 1800 | 1806 | 1821 | 1831 | 1836 | 1841 | 1846 | 1851 | 1856 |
| ---- | ---- | ---- | ---- | ---- | ---- | ---- | ---- | ---- |
| 406  | 461  | 481  | 478  | 496  | 524  | 505  | 523  | 519  |

| 1861 | 1866 | 1872 | 1876 | 1881 | 1886 | 1891 | 1896 | 1901 |
| ---- | ---- | ---- | ---- | ---- | ---- | ---- | ---- | ---- |
| 529  | 516  | 525  | 528  | 513  | 640  | 557  | 571  | 568  |

| 1906 | 1911 | 1921 | 1926 | 1931 | 1936 | 1946 | 1954 | 1962 |
| ---- | ---- | ---- | ---- | ---- | ---- | ---- | ---- | ---- |
| 422  | 421  | 401  | 377  | 300  | 264  | 209  | 152  | 124  |

| 1968 | 1975 | 1982 | 1990 | 1999 | 2004 | 2006 | 2009 | 2014 |
| ---- | ---- | ---- | ---- | ---- | ---- | ---- | ---- | ---- |
| 72   | 84   | 85   | 115  | 117  | 131  | 131  | 142  | 162  |

| 2019 | 2022 | - | - | - | - | - | - | - |
| ---- | ---- | - | - | - | - | - | - | - |
| 184  | 190  | - | - | - | - | - | - | - |

### Enseignement
L'école primaire publique la plus proche se situe à Belgodère, distante de 5 km environ. Le collège Pascal-Paoli et lycée de Balagne de L'Île-Rousse sont les plus proches établissements, distants de 18 km.

### Santé
Le médecin le plus proche se trouve à Belgodère (5 km) où se situe une pharmacie. Le cabinet médical Taddei de L'Île-Rousse est distant de 17 km.

Les plus proches hôpitaux sont :
- Le centre hospitalier de Calvi-Balagne, ex antenne médicale de Balagne (AMU de Calvi), le plus proche hôpital, distant de 40 km.
- le Centre hospitalier intercommunal Corte Tattone à 52 km.
- le Centre hospitalier de Bastia à 78 km,

Les ambulanciers les plus proches se trouvent à Ponte-Leccia (32 km), de même que les masseurs kinésithérapeutes.
Les infirmiers les plus proches se trouvent à Belgodère.

### Culte
La paroisse (Église Santa Maria Assunta) relève du diocèse d'Ajaccio.

### Manifestations culturelles et festivités
La fête de la commune a lieu le 15 août.

### Sports

#### Randonnées
- Sentier du littoral des Agriates : l'Ostriconi est le point de départ (ou d'arrivée) du sentier du littoral des Agriates (trois jours de randonnées) qui mène à Saint-Florent.
- Boucle de Saint Antoine au départ du village.

## Économie

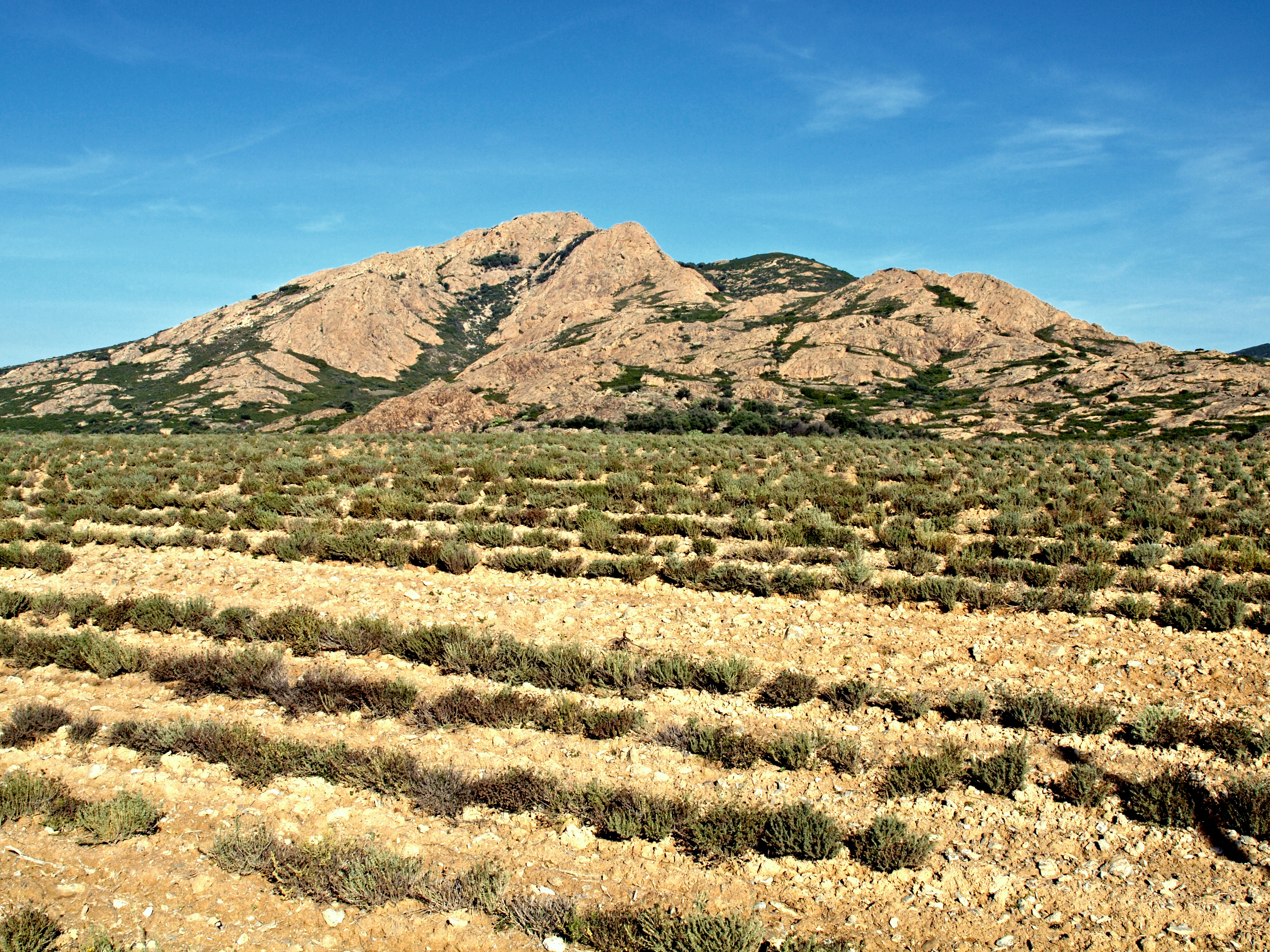
Rangs de plantations d'immortelles d'Italie.

Récemment encore, les habitants vivaient de l'agriculture et de l’artisanat. Les plantations d'oliviers, d'amandiers, de cédrat et de vigne, et le pastoralisme, élevage de brebis et chèvres, procuraient l'essentiel des revenus. De nos jours il n'y a plus de vigne, les dernières plantations venant d'être arrachées. L'immortelle d'Italie est plantée à la place de la vigne dans la fertile plaine de l'Ostriconi. Des cultures maraîchères et fruitières se développent également pour répondre à la demande croissante des consommateurs.
Palasca se trouve sur A strada di l'Artigiani (la Route des Artisans) pour son atelier de forgeron d'art.

## Culture locale et patrimoine

### Lieux et monuments

#### San Colombano de Giussani
Ce château depuis longtemps ruiné, a été construit sur un piton calcaire escarpé, à 738 m d'altitude, surplombant le col de San Colombano 692 m, surveillant un point de passage stratégique entre la vallée du Golo, la Balagne et la mer. Il était une des positions stratégiques et militaires optimales pour le contrôle de l'espace, pour les marquis de Massa. En effet, il domine à la fois la Balagne orientale et la « cuvette » de Ponte-Leccia, soit directement les pièves d'Ostriconi, de Giussani, de Tuani et de Caccia.
Le castello de San Colombano de Giussani fut la forteresse principale des marquis de Massa et de Corse d'après les chroniques de la fin du Moyen Âge. Il est mentionné pour la première fois en 1289. Il était la propriété de Roberto de Massa. Le 15 août 1289, en guerre contre Roberto de Massa révolté contre les Génois, Luchetto Doria s'empare de sa forteresse de San Colombano de Giussani.
Concernant la structure matérielle et le plan de la fortification, Daniel Istria en donne les informations suivantes :

« Bien que les parements de cette construction aient été arrachés durant les deux derniers siècles, on peut encore observer à la base des murs des blocs de calcaire liés à la chaux, parfaitement taillés à la broche et au ciseau droit. Outre cet appareillage de qualité, on notera ici la forme circulaire du donjon, d'une superficie intérieure d'environ 5,75 m2, dont les murs atteignent 2 à 2,20 m d'épaisseur. Le seul accès possible à la fortification semble être, d'après l'analyse des photographies aériennes, défendu par un large fossé. Autour du donjon sont visibles une petite pièce rectangulaire et une citerne ainsi que plusieurs fragments de murs appartenant à un rempart qui délimite une superficie d'environ 450 m2. Tous ces éléments nous renvoient à un modèle de fortification très bien connu aujourd'hui, caractéristique de la Lunigiana et plus particulièrement du Val di Magra d'où sont, justement, originaires les marquis, supposés promoteurs du château. L'originalité de cet ensemble tient avant tout à son isolement par rapport au réseau d'habitat médiéval et à sa position clé dans ce secteur du nord-ouest de l'île. Le piton rocheux sur lequel il est installé apparaît comme un point de référence dans le paysage, matérialisant la limite entre plusieurs pièves. Sa position perchée et de vigie permettant le contrôle d'un très large territoire lui confère une valeur militaire et stratégique indéniable, mais dont l'impact symbolique n'est sans doute pas à négliger, comme en témoigne aussi l'utilisation de la pierre de taille dans la construction du donjon ; fait relativement exceptionnel dans l'île. Le caractère particulier de cet établissement nous pousse à le rapprocher, par sa position des forteresses « judicales » de Sardaigne et par ses structures des églises romanes construites dans l'île aux XIe et XIIe siècles. Il pourrait donc être, comme le castrum Sant' Angelo, l'un des premiers points d'appui de l'autorité « marquisale » et/ou pisane dans l'île. »

— Daniel Istria in Pouvoirs et fortifications dans le nord de la Corse : du XIe au XIVe siècle, Éditions Alain Piazzola, 1 rue Sainte-Lucie 20000 Ajaccio, p. 164-165
.
La tour au sommet du site, occupe l'une des extrémités de l'ensemble fortifié et est liée à l'enceinte. Des fouilles dans le château ont mis au jour un sceau représentant un lion entouré de l'inscription Guglielmo marchiones Massa et Corsice, qui pourrait appartenir à Guglielmo de Massa. Dans ce cas, le château serait antérieur à 1190.

#### Autres patrimoines civils
- Vestiges de l'ancien village E Spelonche et de la chapelle San Giusto delle Spelonche (roman primitif) à environ 6 km au nord-ouest du village et au sommet d'une colline de 194 mètres.
- Monument aux morts
- Tour de l'Ostriconi (ou de Paraghjola ou de Vanna), tour génoise rectangulaire (6 × 7 m).

#### Église Santa Maria Assunta

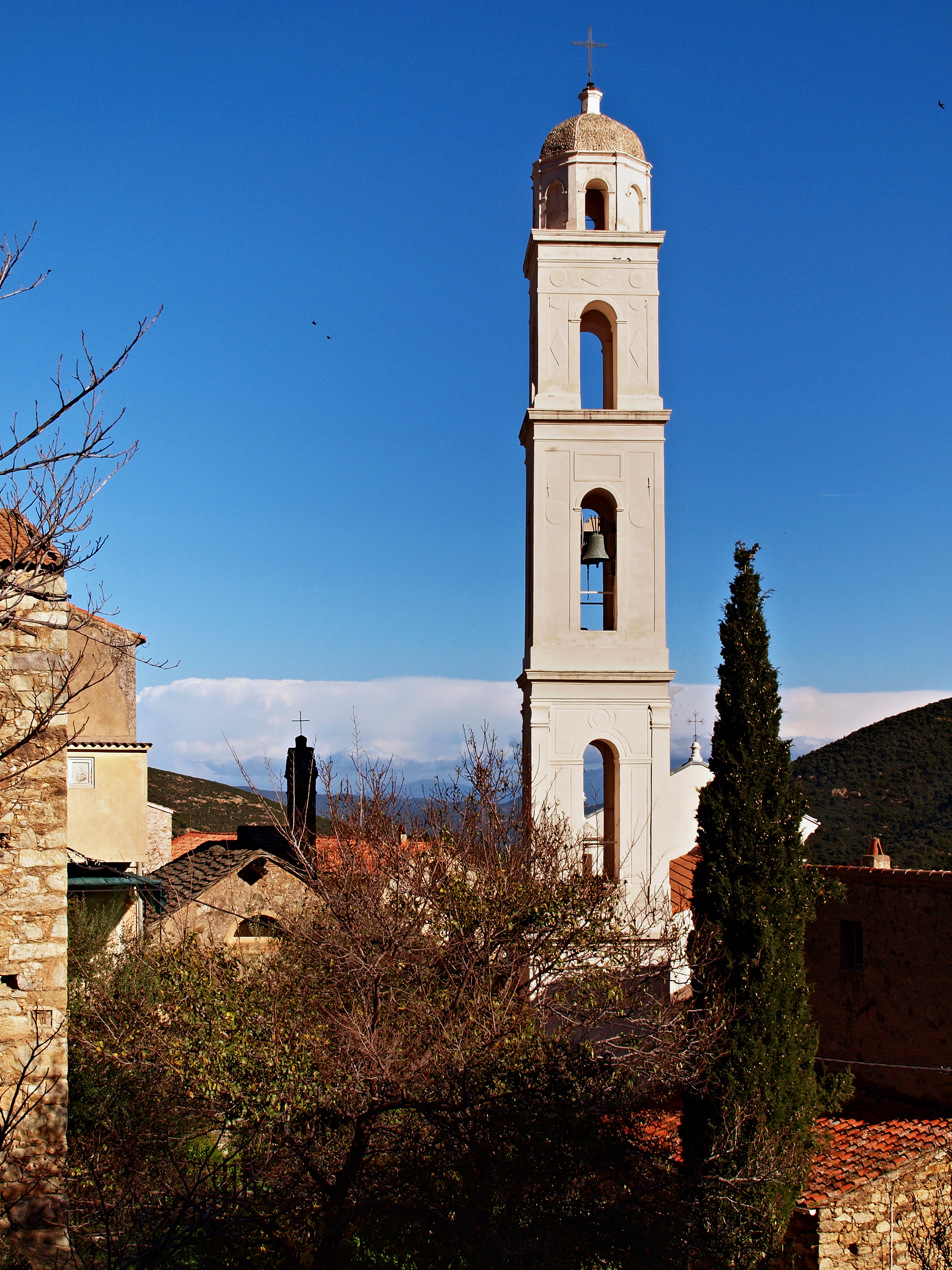
Clocher de l'église Santa Maria Assunta.

L'église Santa Maria Assunta (Notre-Dame de l'Assomption), édifice baroque avec un clocher-campanile de quatre étages, son mobilier et ses orgues.
Elle recèle des œuvres classées Monuments historiques :
- tableau Le Christ en Croix soutenu par Dieu le Père entre la Vierge, saint Jean, saint Pierre et les donateurs limite XVIe et XVIIe siècles, MH par arrêté du 9 septembre 1969[23] ;
- tableau Job du XVIIe siècle, MH par arrêté du 9 février 1995[24] ;
- tableau L'Annonciation avec saint Joseph et saint François-Xavier du XVIIIe siècle, MH par arrêté du 9 février 1995[25] ;
- orgue de tribune : buffet d'orgue ; tribune d'orgue de Saladini Anton-Pietro, MH par arrêté du 11 juin 1992[26] ;
- orgue de tribune, de 1883, de Saladini Anton-Pietro restauré par Massoni Anton, MH par arrêté du 11 juin 1992[25] ;
- partie instrumentale de l'orgue de Saladini Anton-Pietro (facteur d'orgues), MH par arrêté du 11 novembre 1990[27] ;
- porte-cercueil (catalettu) du XVIIIe siècle MH par arrêté du 9 février 1995[28].

#### Autres patrimoines religieux
- L'ancienne confrérie Santa Croce, devenue salle polyvalente du village.
- Chapelle Saint-Sébastien (San Sebastianu) à l'ouest et isolée au-dessus du village.
- Chapelle de l'Annunziata au nord et sous le village. Sous l'arête montagneuse sur laquelle elle a été édifiée, est un tunnel ferroviaire.
- Vestiges de l'église Santa Maria (Sainte-Marie), site médiéval à une quinzaine de kilomètres du village de Palasca dans la vallée de l'Ostriconi. Cette ancienne Pieve de l'Ostricone a été transformée en ferme. Elle possède un remarquable linteau sculpté avec un serpent et des fleurs. Une partie des murs a été intégrée dans une maison édifiée sur place.

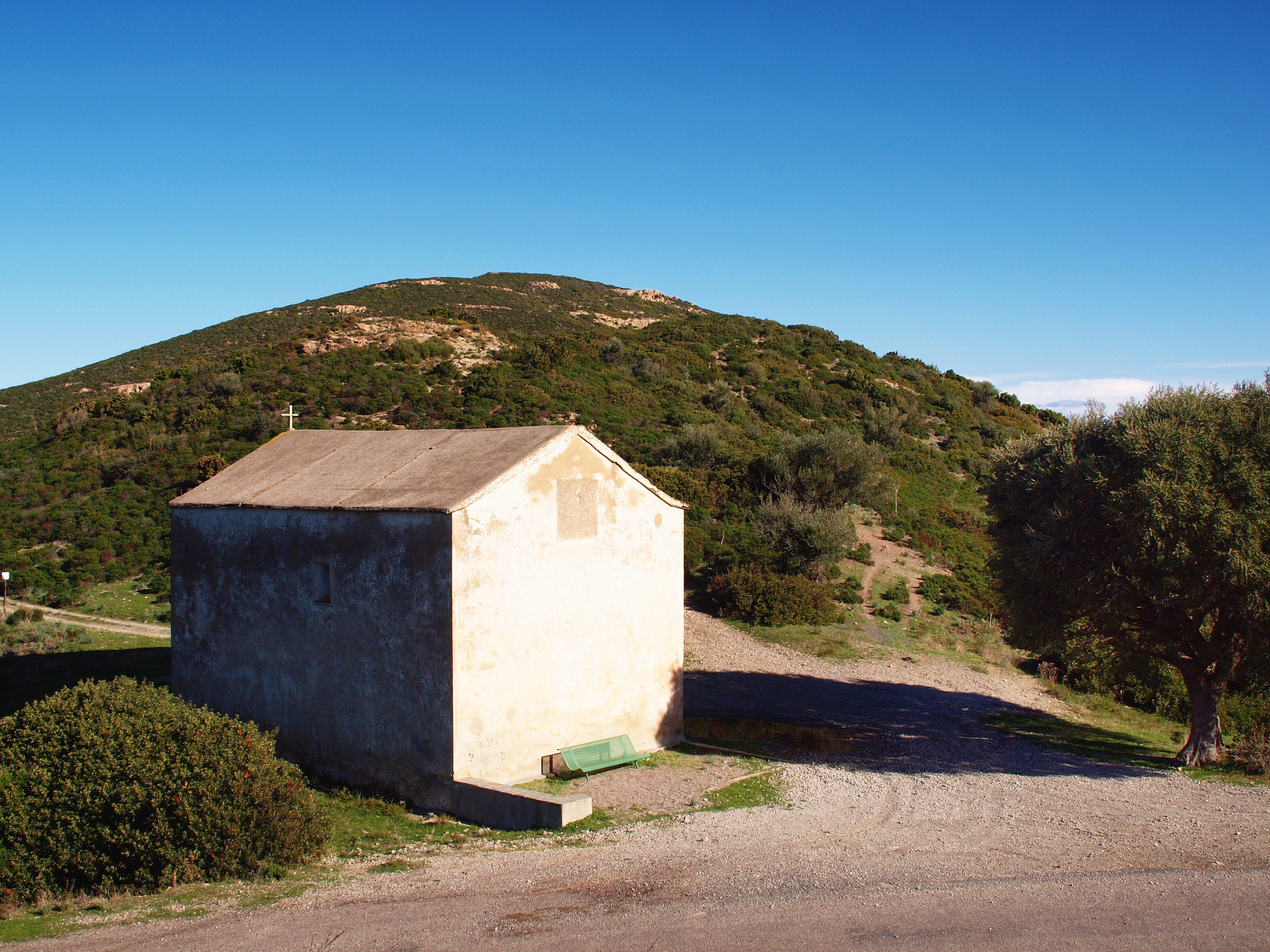
Chapelle de l'Annonciata.
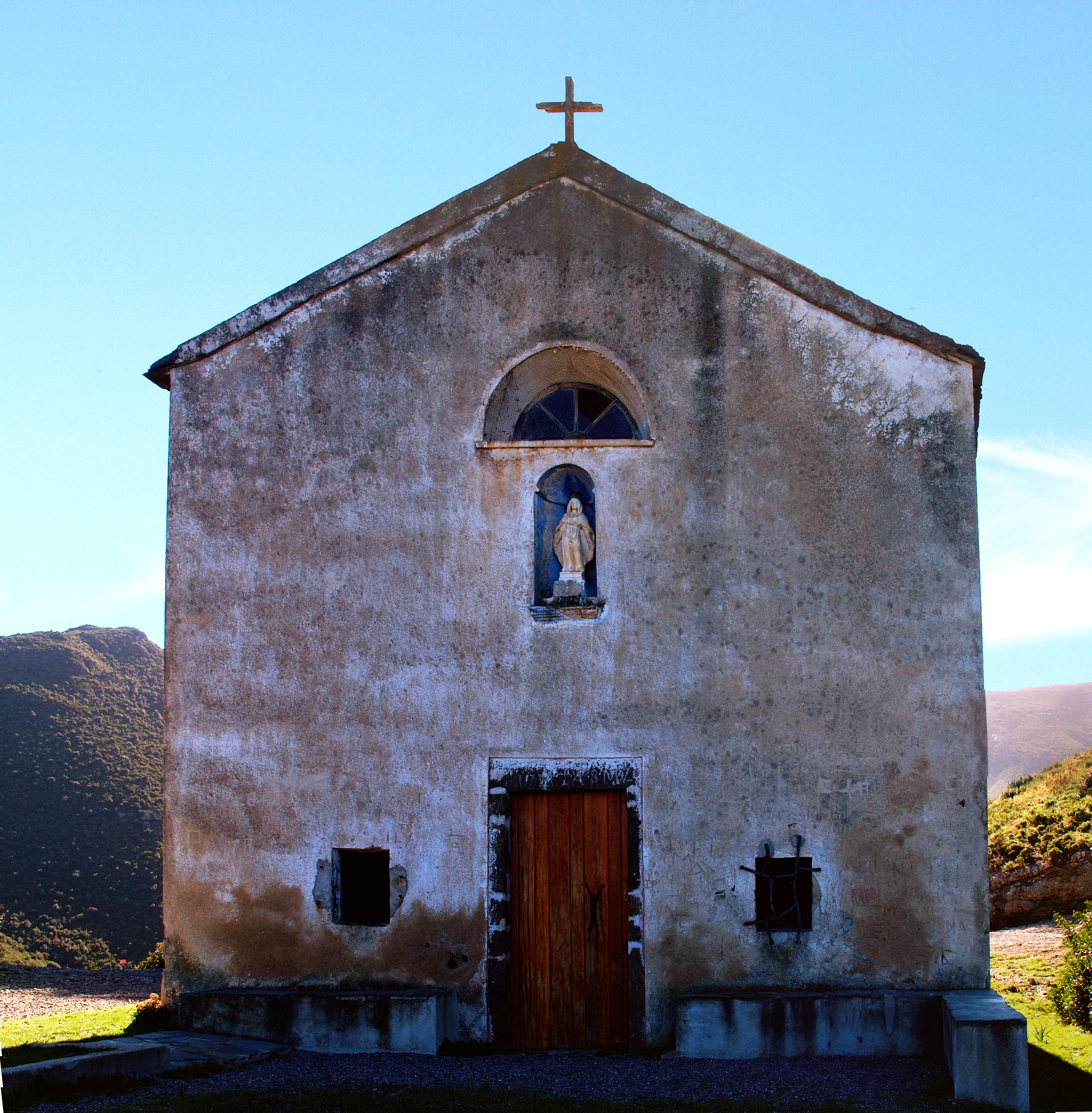
Façade avant de l'Annonciata.
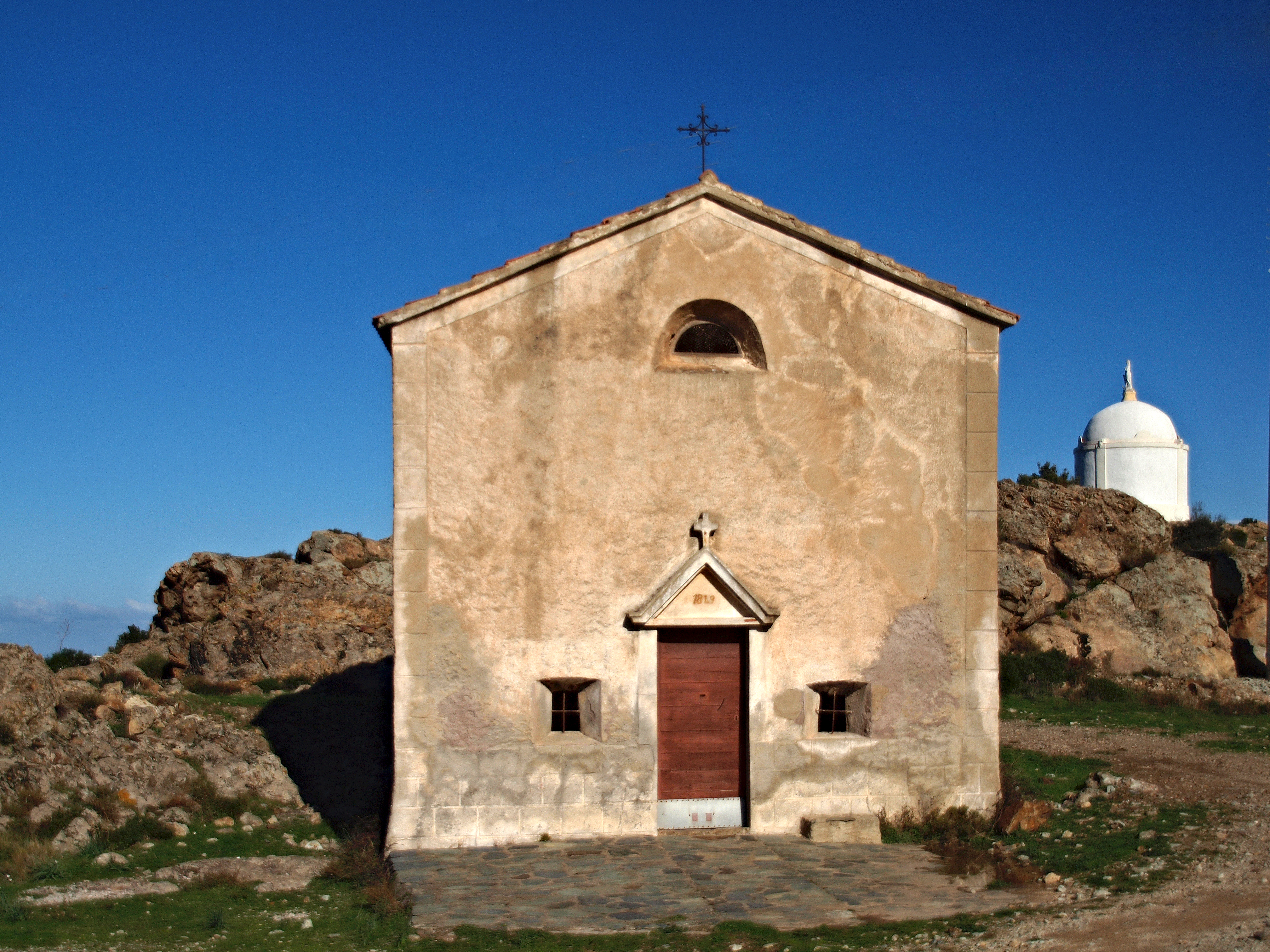
Chapelle San Sebastianu.
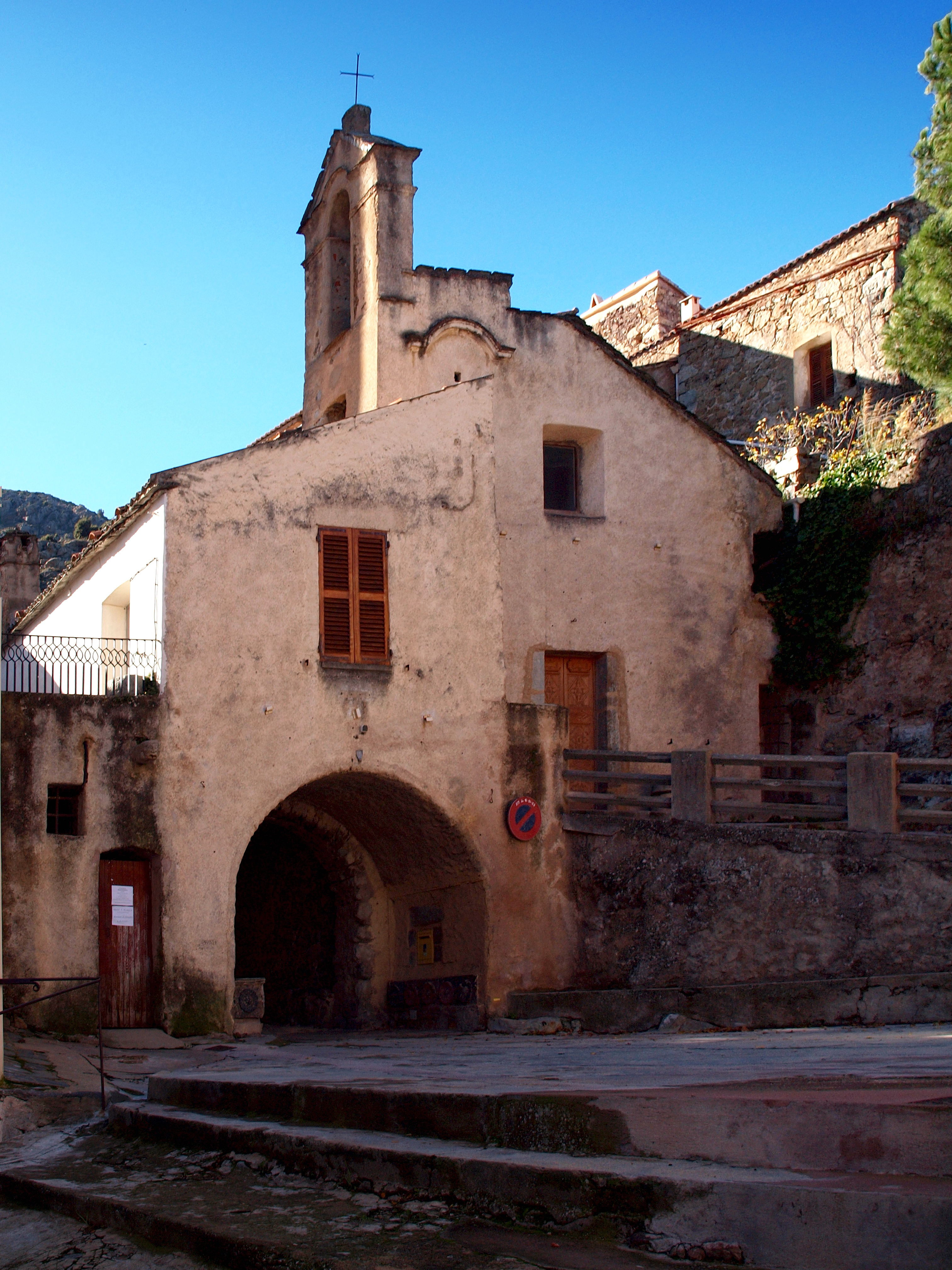
Confrérie Santa-Croce.

### Patrimoine naturel

#### Espaces protégés

##### Arrêté de protection de biotope, d’habitat naturel ou de site d’intérêt géologique
La commune est concernée par deux arrêtés de protection de biotope :
Étang de Cannuta (FR3800143)
Créé le 29 avril 1992, le site couvre une superficie officielle de 8,896 ha.
Étang de Foce et dunes de l'Ostriconi (FR3800142)
Le site d'une superficie qui a pour code national : FR3800142, a une superficie officielle de 87,73 ha.

##### Conservatoire du Littoral
Agriate (FR1100014)
Ce site, qui fait l'objet de la fiche Agriate (FR1100014), concerne les deux communes de Palasca et de Saint-Florent. Il a une surface calculée de 1 105,711 ha.
Vallée de l'Ostriconi est le nom donné au site naturel classé occupant la basse vallée de l'Ostriconi, depuis l'étang de Cannuta jusqu'à son embouchure. Il inclut l'étang de Foce et les dunes de l'Ostriconi.
Le site d'une superficie de 71 ha, appartient au Conservatoire du Littoral. Il se situe au sud-ouest des Agriates, site naturel inscrit couvrant 5 300 ha acquis par le Conservatoire, auxquels s'ajoutent 5 000 ha de terrains communaux.
Comme tous les autres sites du Conservatoire du Littoral, cet espace est géré par la Collectivité territoriale de Corse (Office de l'Environnement de la Corse), et entretenu par les collectivités locales avec le concours du département.
Il est aussi le point de départ (ou d'arrivée) du sentier du littoral des Agriates (trois jours de randonnées) qui mène à Saint-Florent.

#### ZNIEFF
Palasca est concernée par trois ZNIEFF de 2e génération :
Basse vallée du Regino et terrasse sablo-graveleuse de Lozari
La zone couvre 32 ha des communes de Belgodère et de Palasca. Le site est constitué d'une vaste terrasse sablo-graveleuse largement ouverte sur la mer et de la basse plaine du Fiume Regino, celui-ci est bordé d’une roselière et d’une ripisylve discontinue entre le pont de la RN 197 et la mer. Le site fait l'objet de la fiche ZNIEFF 940030084 - Basse vallée du Regino et terrasse sablo-graveleuse de Lozari.
Désert des Agriate

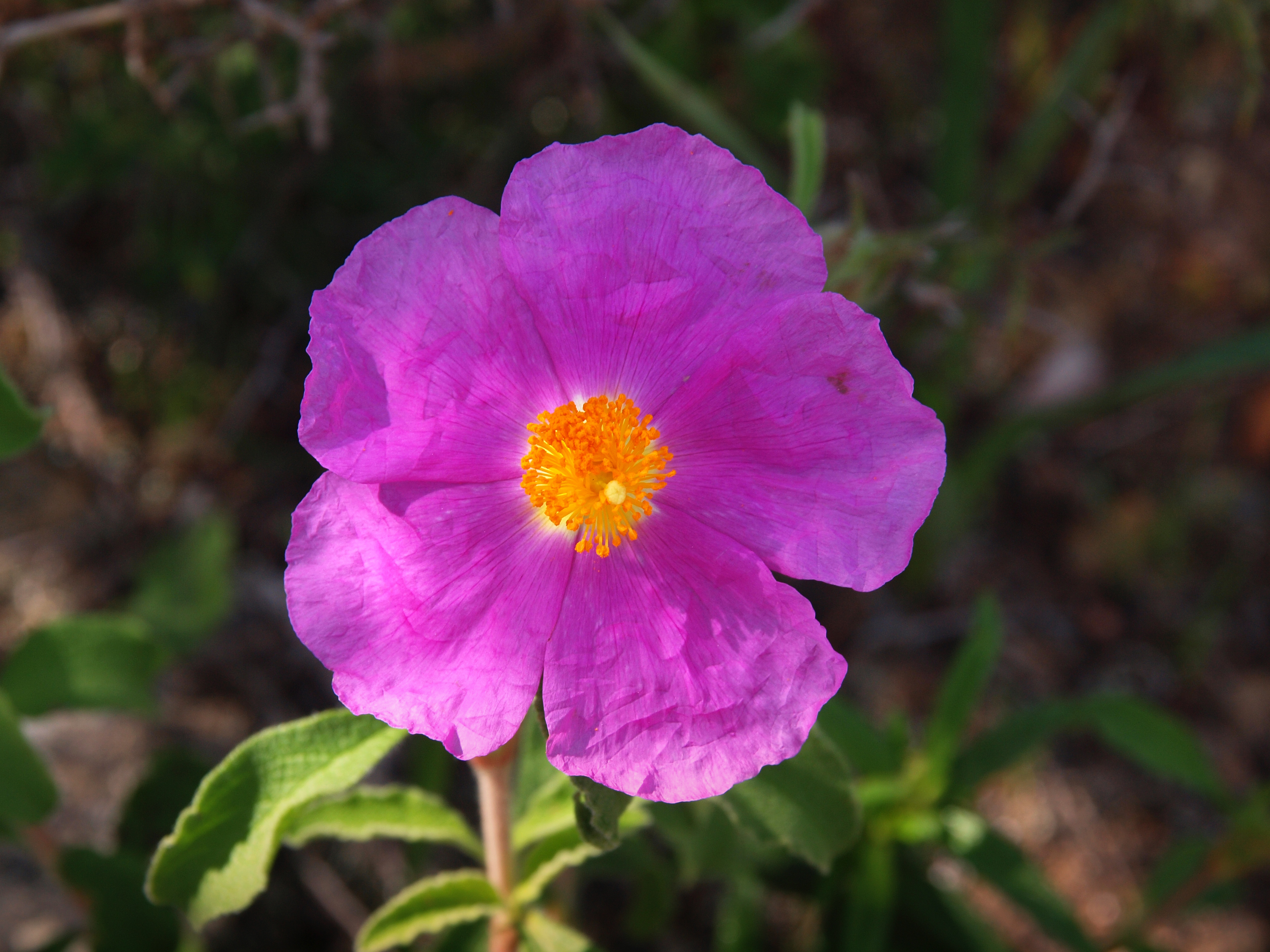
Ciste de Crête.

La zone concerne 5 communes pour une superficie de base de 11 850 ha.
Palasca est concernée par la vallée de l'Ostriconi à l'ouest des Agriate, soit la dépression de l'Ostriconi, limite ouest du territoire, drainée par le cours inférieur de l'Ostriconi. L'intérêt écologique, faunistique et floristique de cette zone naturelle repose sur les nombreuses espèces animales (oiseaux, reptiles, batraciens, insectes) et végétales recensées, reproducteurs et endémiques.
Dunes, plage et zone humide de l'Ostriconi
La zone couvre 373 ha communaux. Elle correspond à la zone d'embouchure de la rivière de l'Ostriconi et est composée principalement d'une grande plage à végétation éparse traversée par l'embouchure de l'Ostriconi, d'un petit étang communiquant avec l'embouchure de l'Ostriconi et d'un vaste complexe dunaire et de terrasses sableuses. Le site fait l'objet de la fiche ZNIEFF 940004143 - Dunes, plage et zone humide de l'Ostriconi.

#### Natura 2000
Sites d'Intérêt Communautaire (Dir. Habitat)
Agriates
Ce SIC de la directive "Habitats, faune, flore", d'une superficie de 29 670 ha, est inscrit à l'Inventaire national du patrimoine naturel sous la fiche FR9400570 - Agriates.

### Personnalités liées à la commune
- Pascal Paoli a séjourné quelques jours à Palasca dans la maison Leoni (dite aujourd'hui par les habitants « le château ») lors du mariage de sa nièce Leonetti (fille de Maria-Chjara Paoli, sœur de Pascal, épouse de Leonetti) qui épousa un Leoni (famille originaire de Venise et installée à Palasca vers le XIVe siècle), devenu Leoni de Paoli.
- Parfait Montecatini, originaire de Palasca, devenu général au Venezuela.